# Parque nacional Yendegaia

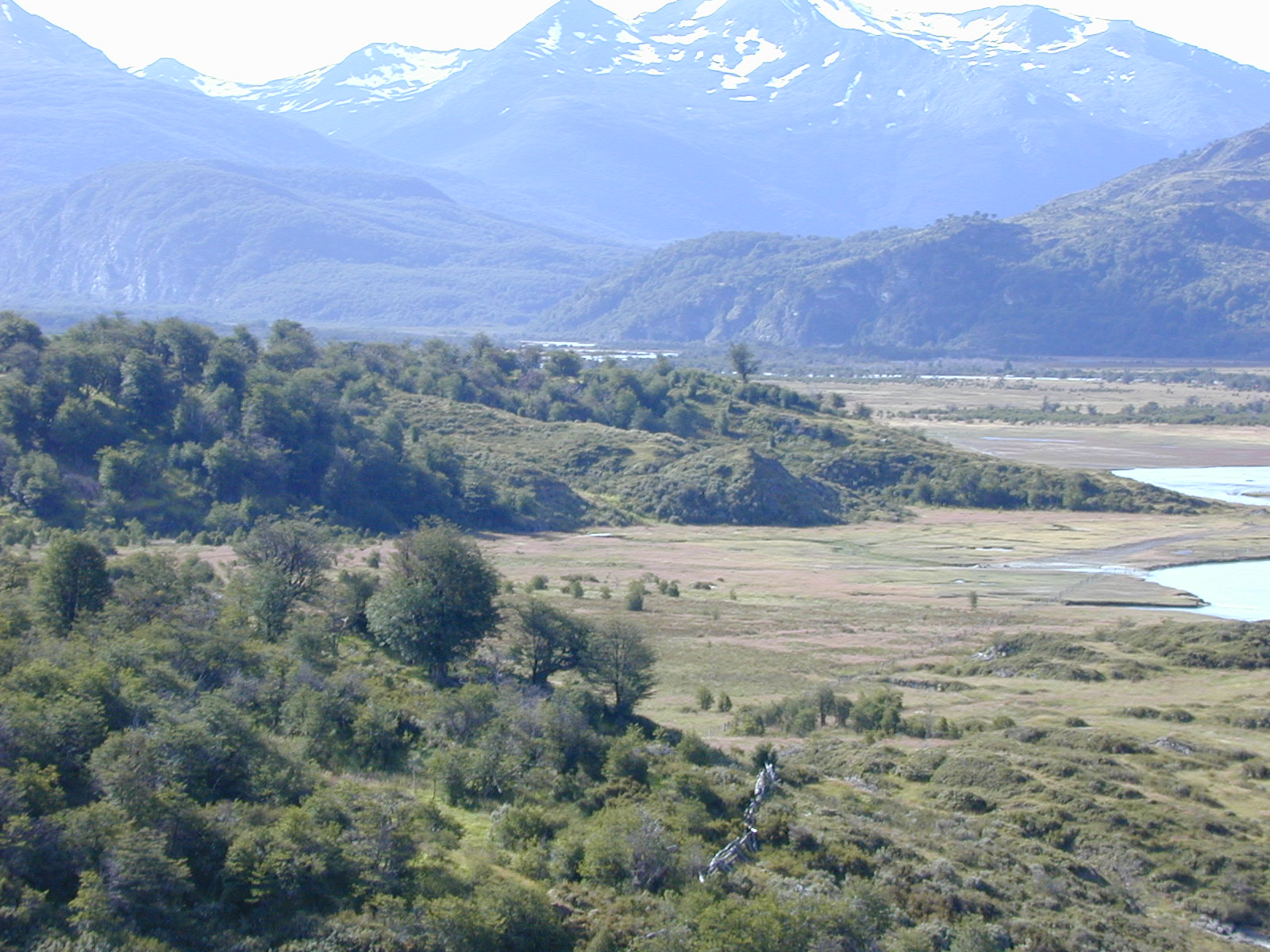
Valle Yendegaia.

El Parque nacional Yendegaia es un parque nacional de Chile, el cual protege una muestra representativa de los ecosistemas del sector más austral de la Patagonia chilena, en el extremo austral de América del Sur. Se ubica en la Región de Magallanes y de la Antártica Chilena, específicamente en el sector centro-sur de la isla Grande de Tierra del Fuego, la mayor del archipiélago fueguino.
Sus principales atractivos residen en las características prístinas que aún el área mantiene, lo que conlleva la supervivencia de las especies características de la fauna fueguina. Este parque forma una gran unidad de conservación con otras reservas naturales chilenas ya creadas en la región austral, en especial con el parque nacional Alberto de Agostini (de 1 460 000 ha).
Sus terrenos colindan con el parque nacional Tierra del Fuego de Argentina, lo que posibilita la creación de un Parque Transfronterizo o “Parque para la Paz”, según el estándar definido por la Unión Internacional para la Conservación de la Naturaleza (UICN).

## Ubicación
Este parque se sitúa en el cuadrado formado por la bahía Parry del seno Almirantazgo por el oeste, el Río Azopardo y el lago Fagnano o Khami al norte y las costas septentrionales del canal Beagle al sur, incluyendo en su sector oriental parte de la bahía Yendegaia.
Jurisdiccionalmente corresponde al sudeste de la comuna de Timaukel (en la Provincia de Tierra del Fuego) y a la comuna de Cabo de Hornos (en la Provincia Antártica Chilena).
Incluye, ríos, lagos, costas marinas, bosques magallánicos y cumbres cordilleranas de los Andes fueguinos, además del sector oriental de la cordillera Darwin y algunos glaciares que bajan de la misma.

## Historia del área
La iniciativa parte de la institución sin fines de lucro “Fundación Yendegaia” (ahora llamado "Tompkins Conservation"), liderada por el empresario estadounidense Douglas Tompkins. El sector núcleo lo conforma un predio que la fundación había adquirido en el año 1998, la exestancia Yendegaia, un enorme fundo que fue utilizado como un establecimiento forestal y ganadero, el que luego fue reconvertido en un área protegida privada, pero siempre con el objetivo final de ser cedido al Estado de Chile para que sea incorporado al Sistema Nacional de Áreas Silvestres Protegidas del Estado (Snaspe) bajo el resguardo de Conaf, a fin de mantener su electo de biodiversidad inalterado, asegurando los beneficios ecosistémicos que esto representa, además de ser un centro de atracción que puede ofrecer el país al turismo nacional e internacional. La idea del parque se comenzó gestar en marzo de 2011.
Por ello Douglas Tompkins donó 38 750 ha, al Estado chileno y este último se comprometió a unirle a esa superficie otras 111 832 ha de tierras fiscales, conformando de este modo un área bajo protección de 150 612 ha, que sería declarado parque nacional.
Sin embargo, el 20 de febrero de 2014 la Contraloría frenó la creación del parque ya que faltaban informes, el 8 de diciembre de 2015, Douglas Tompkins fallece trágicamente y su esposa comienza con la prometida donación de tierras al estado, Yendegaia ya había sido donada en la administración Piñera.
El 22 de marzo de 2016 finalmente el parque nacional comienza su funcionamiento oficial.
El acceso será posible tanto por vía marítima como por la ruta Y-85, la cual avanza en plena construcción, y la cual conectará a Puerto Williams con la Isla Grande de Tierra del Fuego mediante un ferry.

## Clima
Las temperaturas son frescas en el verano y muy frías en el invierno; la temperatura media anual de 5,8 °C, con una escasa oscilación térmica. A causa del aumento de la oceanidad (al estar el archipiélago fueguino entre dos enormes masas oceánicas morigeradoras) aumenta la humedad ambiente, las lluvias y el promedio de días nublados, brumosos, o con alguna precipitación. También disminuyen las disparidades térmicas, lo que da un invierno algo menos frío pero un verano fresco, en el cual pueden registrarse eventuales nevadas y heladas marcadas.
Las precipitaciones, que en invierno suelen ser en forma de nieve, están repartidas equitativamente a lo largo del año, con acumulados anuales superiores a los 600 mm. El clima es, según los autores, oceánico subpolar o patagónico húmedo. El clima en las cumbres andinas pasa al «frío nival» o «alpino».
El largo eje que representa el desarrollo oeste-este del canal Beagle, paralelo a la alta cordillera, actúa como chimenea para los fuertes vientos originados en el Pacífico Sur, razón por la cual los árboles costeros desprotegidos de las tempestades crecen siguiendo la dirección del viento, lo cual hace que, en razón de su forma, sean llamados "árboles-bandera" por la inclinación que son forzados a tomar.

## Biodiversidad

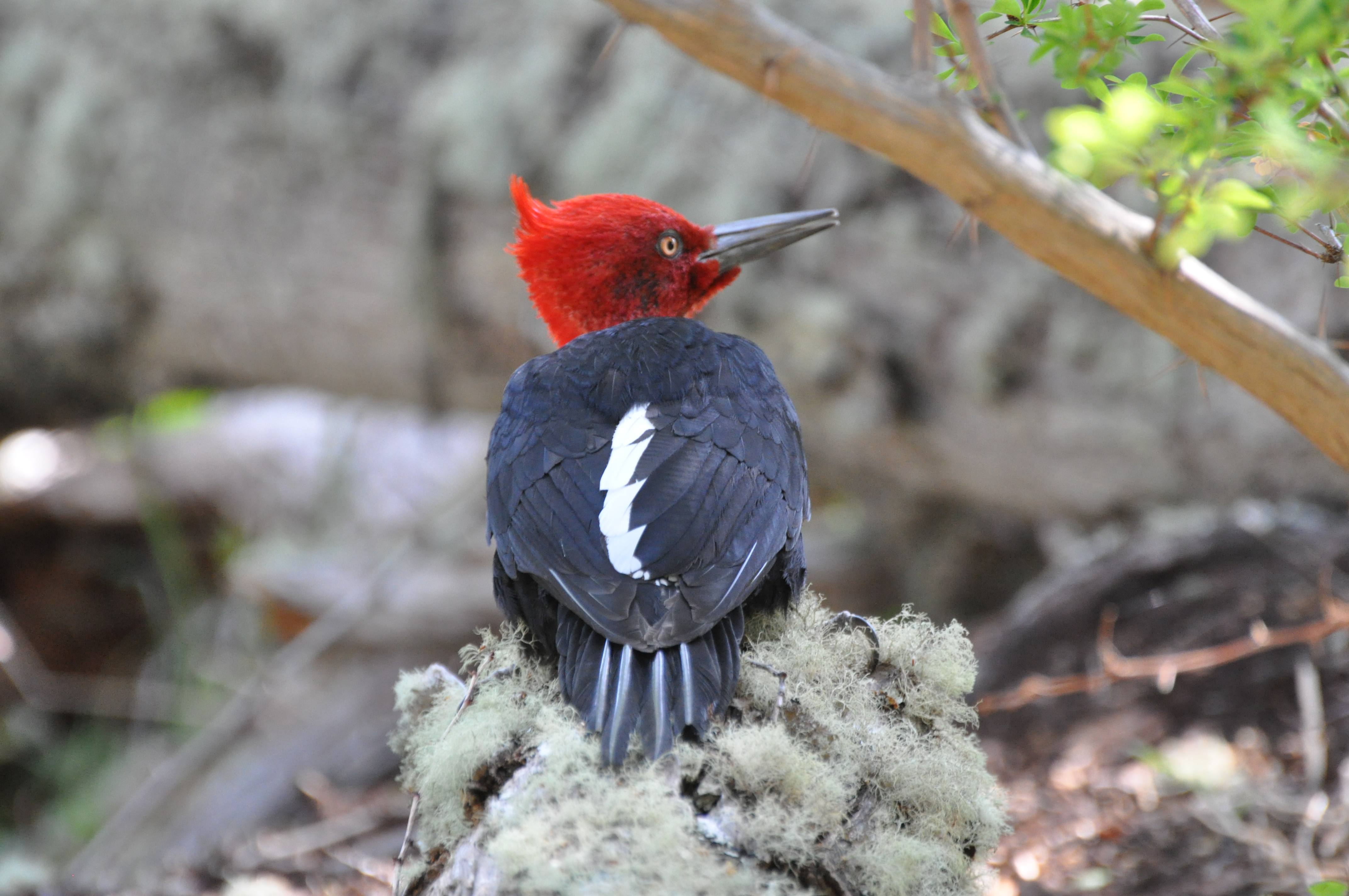
carpintero gigante o magallánico, un ave habitual en los bosques del parque.

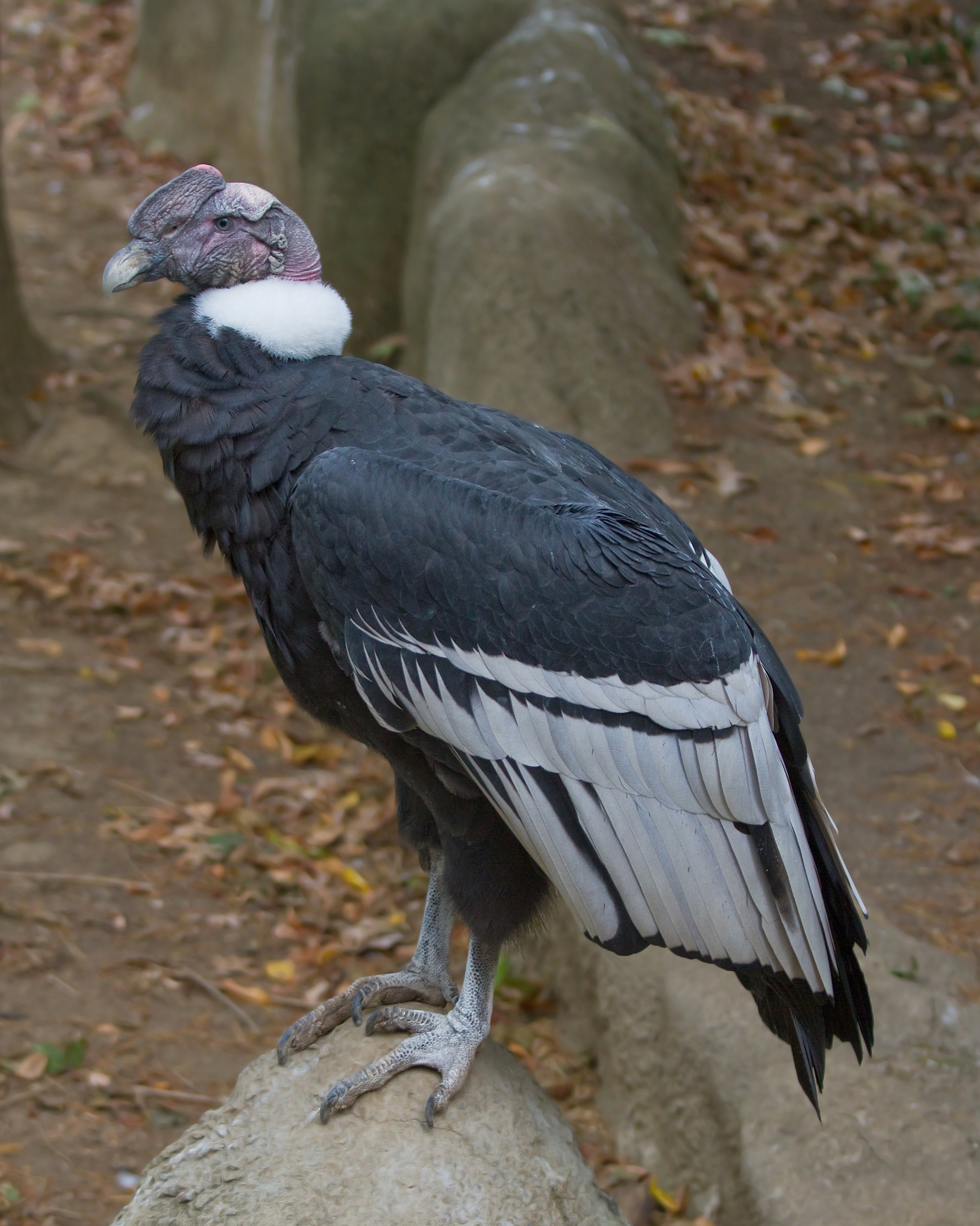
Cóndor.

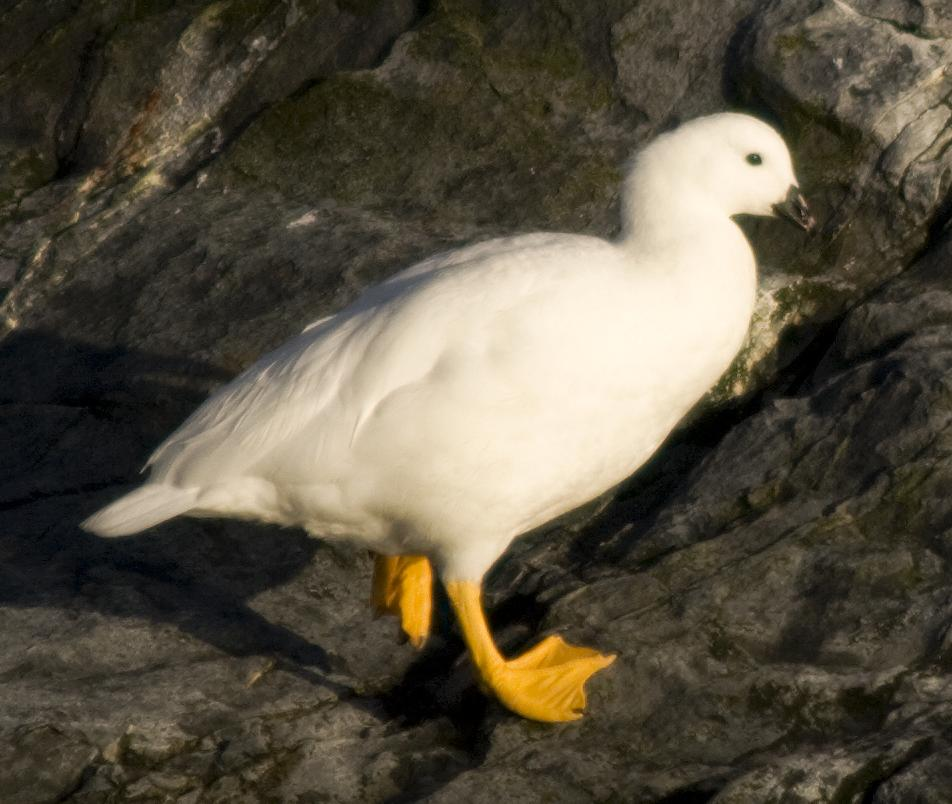
La caranca o caiquén de mar es característico de las costas de este parque.

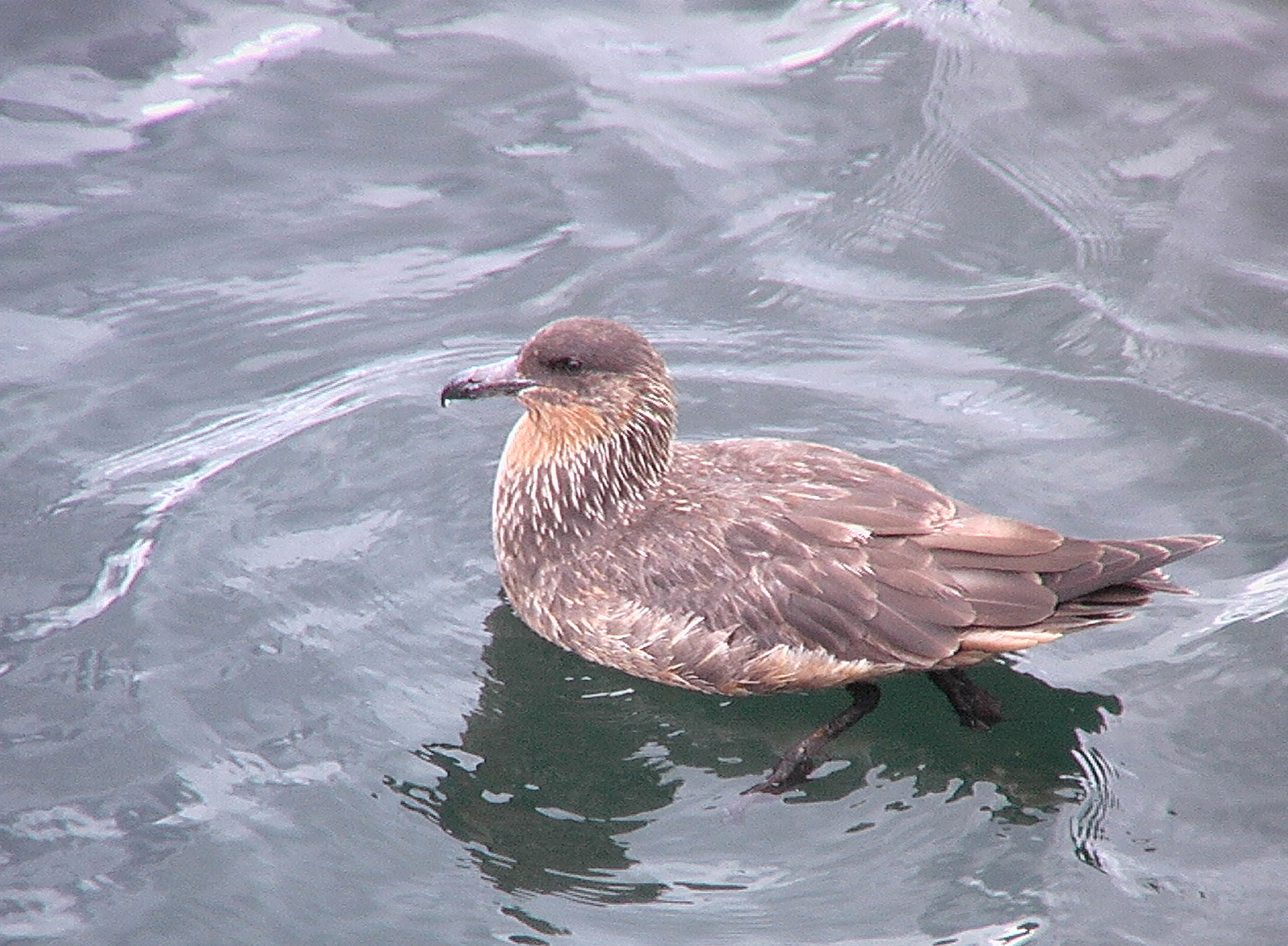
El salteador chileno es común en el litoral marino del parque.

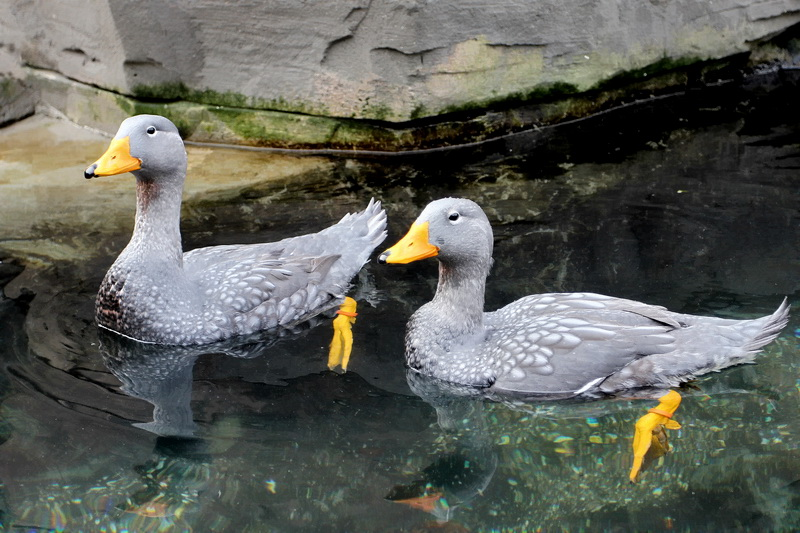
Pareja de quetru austral o del Pacífico, especie no voladora que abunda en las costas de este parque.

### Ecorregiones
En este parque nacional es posible observar varias ecorregiones.
Ecorregiones terrestres
Cuenta con dos ecorregiones terrestres, las zonas forestadas se incorporan al bosque subpolar magallánico y las alturas andinas por sobre las áreas boscosas son parte de la estepa andina austral.
Ecorregiones marinas
Las aguas marinas que bañan sus costas se adscriben a la ecorregión marina canales y fiordos del sur de Chile.
Ecorregiones de agua dulce
Sus lagos, ríos y arroyos se incluyen en la ecorregión de agua dulce Patagonia.

### Fauna
El parque presenta poblaciones de la fauna característica de la Patagonia austral, albergando una variada avifauna representativa de las costas marinas, de las montañas, de los bosques magallánicos y de los humedales fueguinos.
Mamíferos

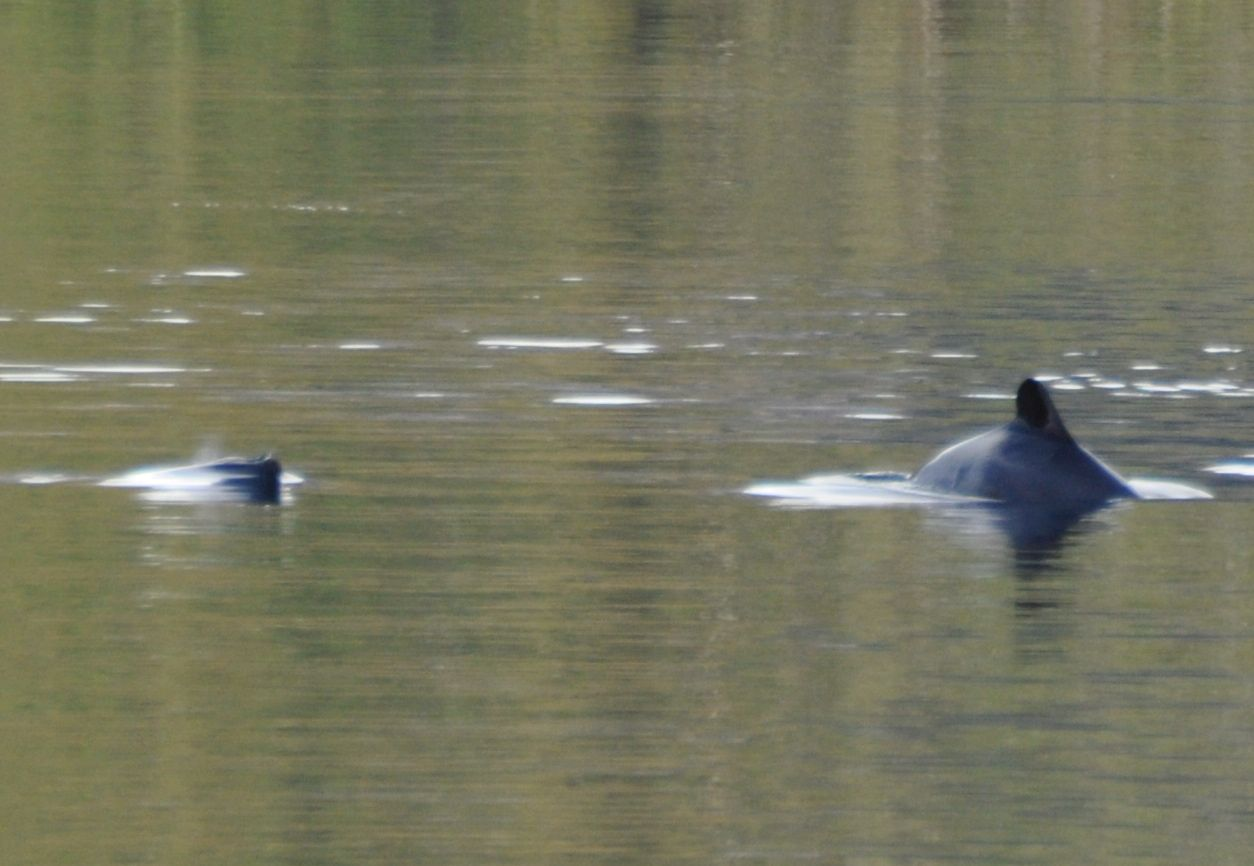
El delfín chileno es un cetáceo presente en las aguas del Beagle.

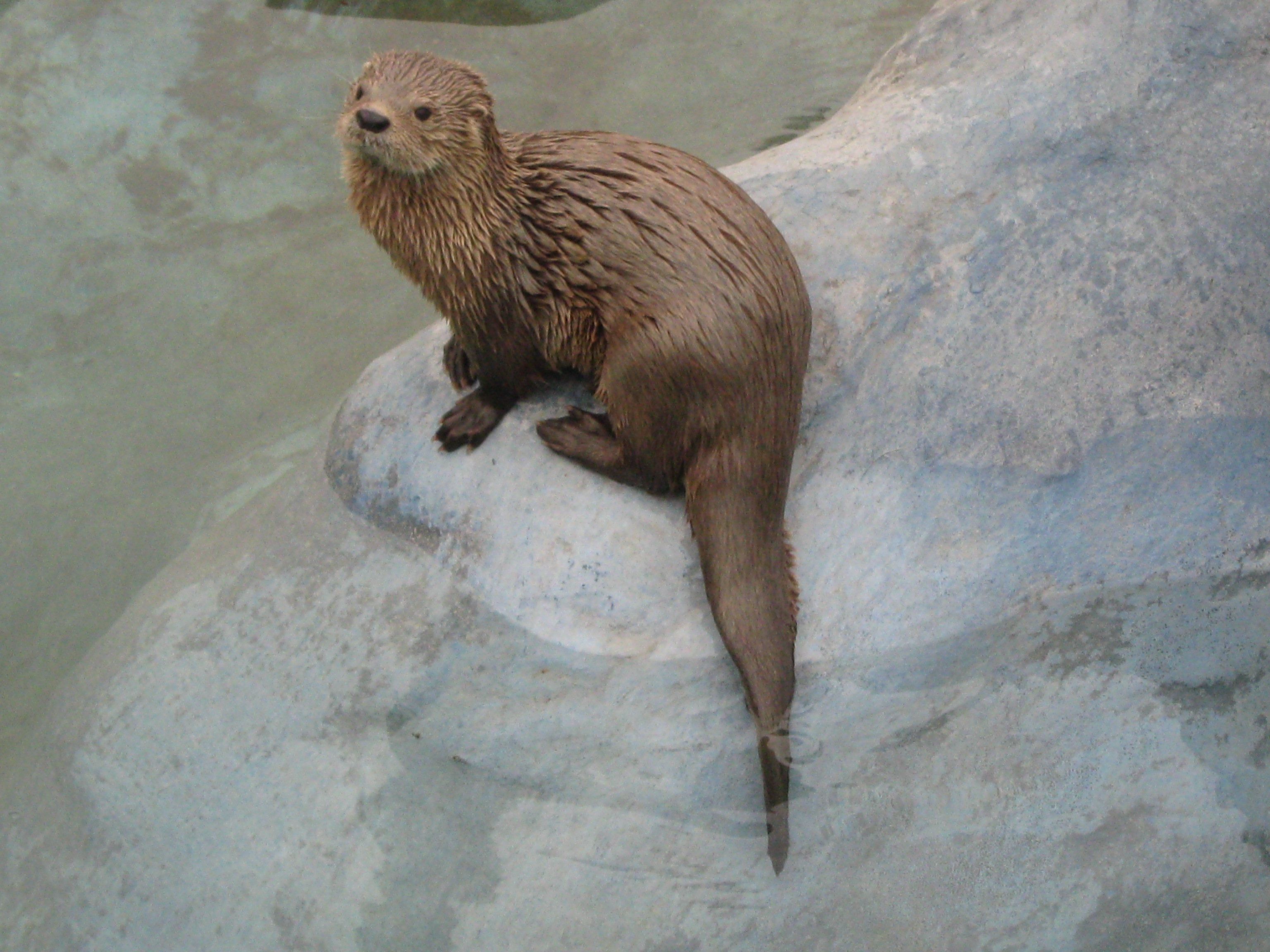
El chungungo es una nutria marina que mantiene poblaciones en este parque nacional.

Entre las especies de mamíferos terrestres que ampara destacan el abundante guanaco austral y el culpeo fueguino.
Entre los mamíferos marinos, son característicos dos especies de pinnípedos, los lobos marinos de un pelo y de dos pelos, siendo más escasa la foca leopardo. En las costas del parque es posible observar algunas especies de cetáceos, como el delfín oscuro y el escaso delfín chileno.
Presenta también algunos mamíferos exóticos originarios del hemisferio norte, tales como la rata almizclera, el conejo y el castor americano; la última especie causa serios trastornos en este parque nacional.
Aves
La avifauna es variada. En el bosque, humedales y zonas andinas es posible observar: al carpintero gigante, al águila, al cernícalo, al zorzal, al tordo, al rayadito, al fio-fio, al churrín del Sur, a la cachaña, al pato anteojillo e infinidad de otras anátidas y pájaros de pequeño tamaño. Parte de las especies aviarias migra al norte en el otoño y retorna a la zona en la primavera, pues en el invierno algunos de los cuerpos acuáticos se congelan y la nieve cubre por semanas gran parte de la zona con un manto blanco.
Entre las aves marinas que viven en sus costas, abundan el petrel gigante antártico, el cormorán imperial, el cormorán de las rocas, el yeco, el quetru austral o del Pacífico, el pato juarjal, la caranca o caiquén de mar, el huairavo, el chorlo de doble collar, 2 especies de pilpilenes (el negro y el austral), el gaviotín sudamericano, el salteador chileno, la gaviota dominicana, la gaviota austral o gris, etc.

### Flora
Fitogeográficamente los bosques se incluyen en el 
distrito fitogeográfico subantártico del bosque caducifolio de la provincia fitogeográfica subantártica. Las cumbres cordilleranas de los Andes fueguinos por sobre la vegetación forestal se incorporan al distrito fitogeográfico altoandino austral de la provincia fitogeográfica altoandina.
El bosque en las áreas costeras a menor altitud está dominado por el coihue magallánico (especie siempre verde). A mayor altitud pasa a dominar la lenga acompañada por el ñirre en el sector septentrional.  

## Patrimonio arqueológico
El parque fue ocupado por parcialidades de cazadores recolectores de la etnia canoera yagán o yámana. Los cúmulos con los restos de los mejillones de los que se alimentaban aún son visibles en sus costas.

## Galería

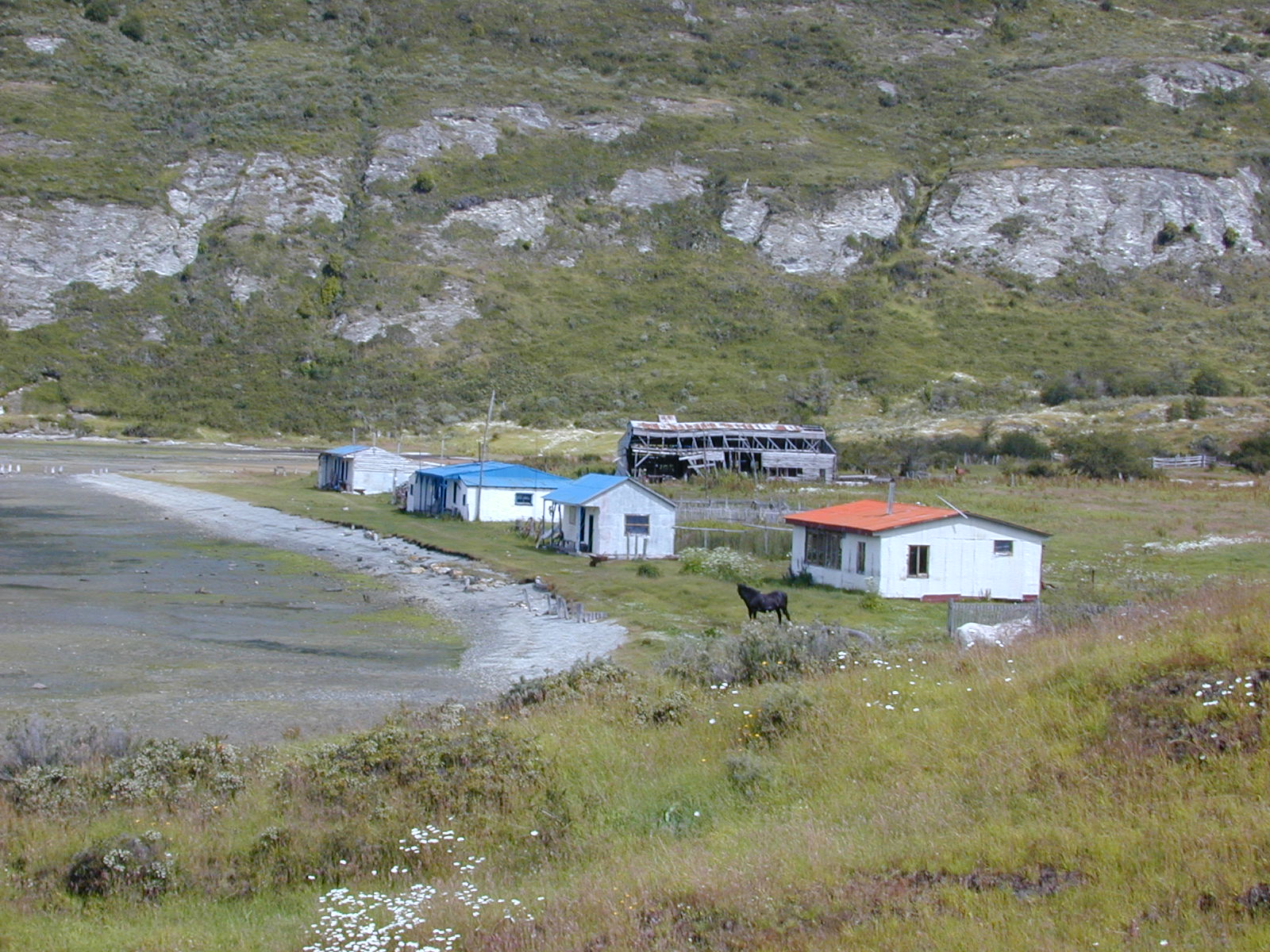
Los restos de la Estancia Yendegaia que permanecen abandonados.
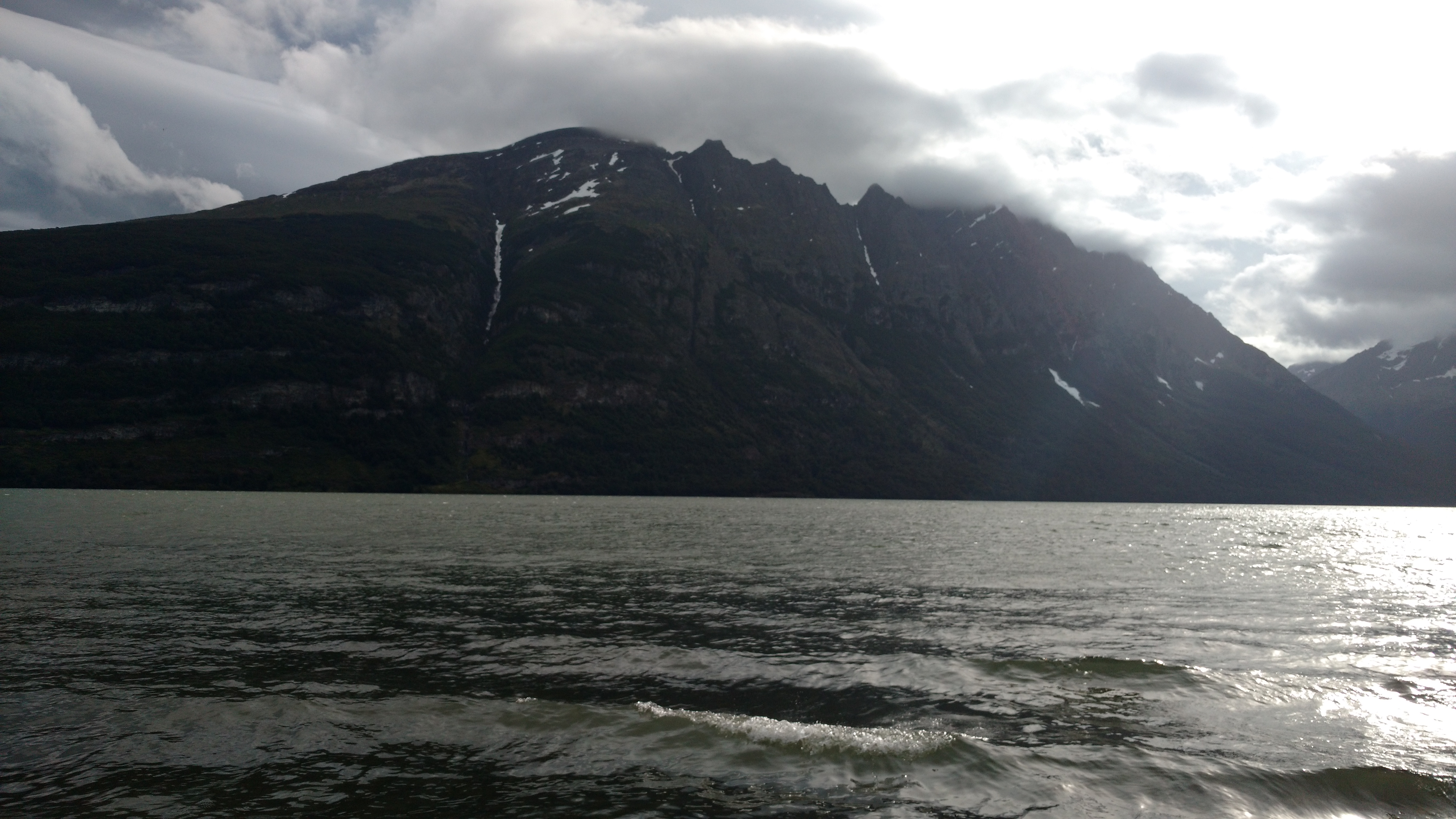
Montañas en el Lago Errázuriz o Acigami en el Parque Nacional Yendegaia.
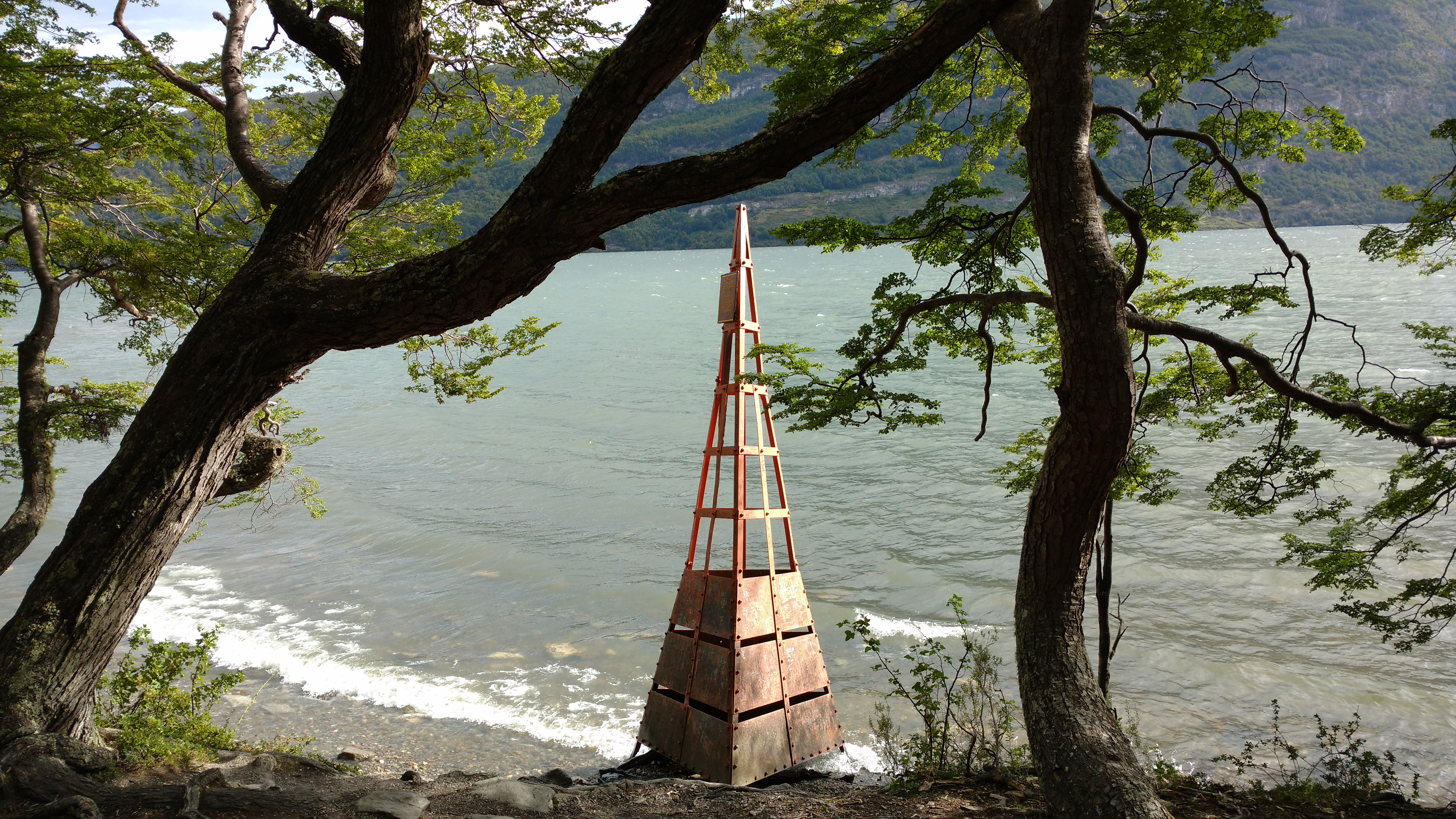
Hito XXIV - Límite con Argentina - Lago Acigami.
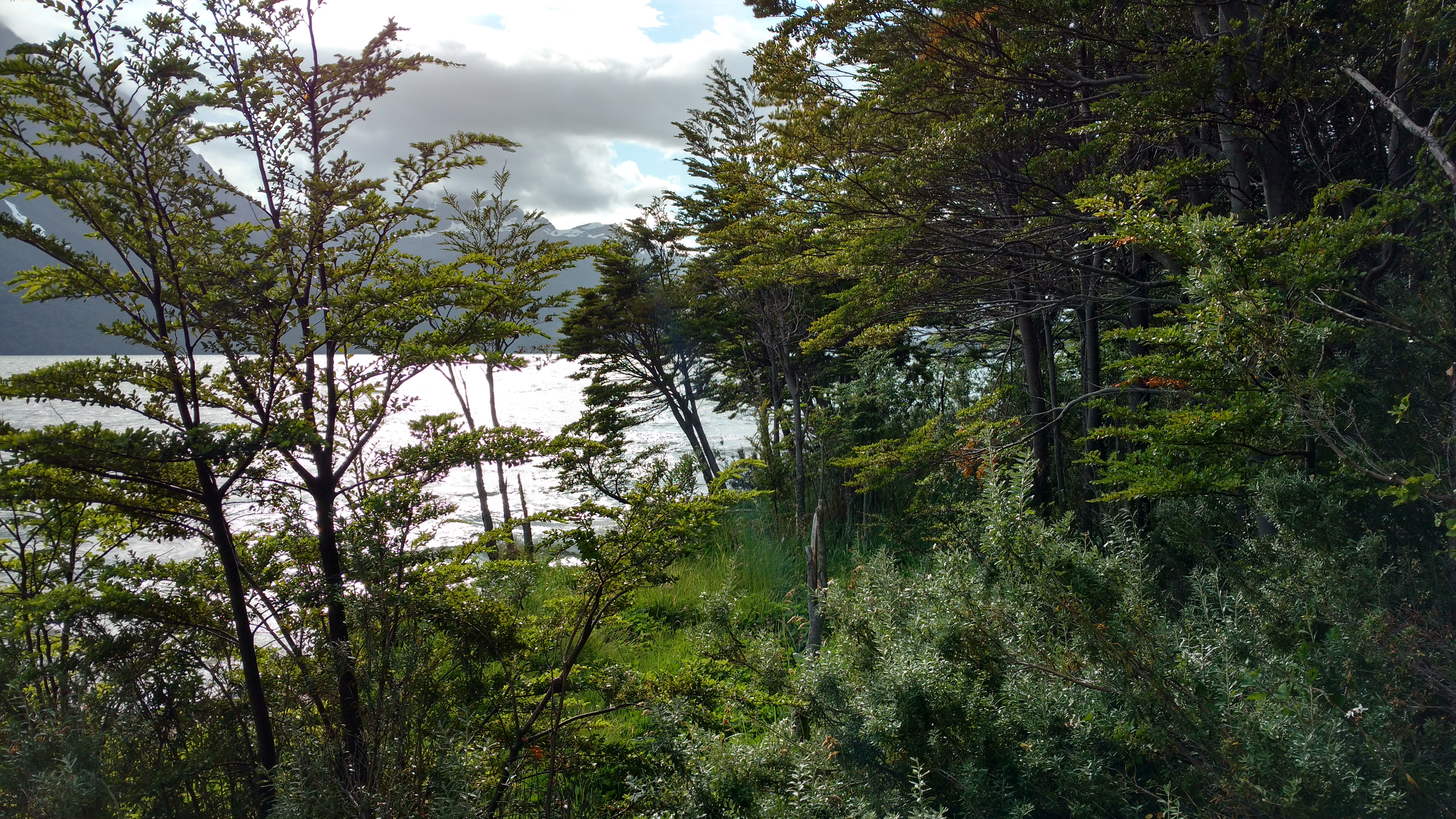
Vista del Lago Acigami/Errázuriz.